# Dia de les Gallegues a les Lletres
El Dia de les Gallegues a les Lletres és una celebració organitzada anualment cada 15 d'agost per la plataforma de crítica literaria A Sega  que homenatja anualment a dones que van contribuir de manera destacada a la cultura gallega en general i a la literatura en particular amb el títol de "Señora das Letras".
La iniciativa va començar el 2014  en contraposició al Dia de les Lletres Gallegues, perquè la majoria de les persones que reben aquest homenatge són homes. El 2018 se li va dedicar el Dia de les Lletres Gallegues a Maria Victoria Moreno i posteriorment el 2020 a Xela Arias i el 2024 a Luísa Villalta, totes elles prèviament reconegudes al Dia de les Gallegues a les Lletres.

## Homenatjades
- 2014: Dorothé Schubart
- 2015: Maria Victoria Moreno
- 2016: Maria Xosé Queizán
- 2017: Patricia Janeiro
- 2018: Marica Campo[4]
- 2019: Xela Arias[5]
- 2020: Imma António Souto[6]
- 2021: Uxía Casal[7]
- 2022: Luísa Villalta[8]
- 2023: Aurora Marco[9]
- 2024: Maria Mariño[10]